# Waxhaw (North Carolina)
Waxhaw ist eine Town im Union Country des US-Bundesstaates North Carolina. Die Einwohnerzahl beträgt 17.147 (Stand 2019). Waxhaw ist Teil der Metropolregion Charlotte.

## Geschichte
Die ursprünglichen Bewohner der Region waren eine Gruppe von amerikanischen Ureinwohnern, die als die Wysacky oder die Waxhaw bekannt waren. Der erste Europäer, der Kontakt mit der Gruppe aufnahm, war der spanische Konquistador Juan Pardo. Im Jahr 1711 unterstützten die Waxhaw die Kolonisten von North Carolina in ihrem Krieg gegen die Tuscarora, eine Entscheidung, die die irokesischen Verbündeten der Tuscaroras in New York verärgerte, die daraufhin begannen, den Stamm der Waxhaw zu überfallen. Diese Überfälle dauerten bis 1715 an, als sich die Waxhaw den Kriegsanstrengungen der Yamasee gegen die Kolonie South Carolina anschlossen. Die Beteiligung des Stammes am Yamasee-Krieg führte zu seiner Vernichtung durch die Verbündeten der Catawba in South Carolina und zur Freigabe ihres Landes für die europäische Besiedlung. Das Gebiet wurde erstmals Mitte des achtzehnten Jahrhunderts von europäischen Amerikanern besiedelt. Die meisten Siedler waren deutscher und schottisch-irischer Herkunft. Die Siedler wurden Subsistenzfarmer und waren dafür bekannt, unabhängig zu sein. Andrew Jackson, der siebte Präsident der Vereinigten Staaten, wurde 1767 in der Nähe geboren. Es herrscht Uneinigkeit darüber, welche der Carolinas sein Geburtsort war, weil die Grenze so nah war. Es gibt jedoch historische Markierungsschilder rund um Waxhaw, die Andrew Jacksons frühe Verbindung zu der Gegend beschreiben; auch im Museum of the Waxhaws wird darauf verwiesen. Der Andrew Jackson State Park ist nur wenige Minuten von der Innenstadt Waxhaws entfernt und verfügt über eine Gedenkstätte und andere Informationen über Andrew Jackson.
Die Ankunft der Eisenbahn im Jahr 1888 schuf Zugang zu den Märkten von Atlanta und verhalf der Stadt zu Wohlstand. Die Eisenbahnschienen wurden mitten durch die Stadt gelegt, um die Bedeutung des Eisenbahnsystems für die Gemeinde zu zeigen. Die Bahnlinie bleibt in der Mitte der Stadt und wird nun von einem grünen Grünstreifen begrenzt, der die Reihen der Geschäfte auf beiden Seiten trennt.
Ab dem späten 19. Jahrhundert begann die Gemeinde, Baumwollspinnereien zur Herstellung von Textilien zu entwickeln. Die Eisenbahn trug dazu bei, den Zugang für ihre Produkte zu verbessern. Die Baumwollproduktion war bis in die 1940er Jahre wichtig für die Region. Die wirtschaftlichen Veränderungen der Nachkriegszeit mit der Verlagerung der Textilindustrie auf Arbeitsplätze in anderen Gebieten und außerhalb des Landes erforderten von der Gemeinde eine Anpassung an die neuen Bedingungen.
Waxhaw hat sich heute zu einem Zentrum für Antiquitäten und Gastronomie entwickelt. Seine Stadtverwaltung arbeitet an einem integrierten Ansatz zur Entwicklung und Vermarktung des historischen Stadtzentrums. In Waxhaw gibt es derzeit Dutzende von Spezialitätengeschäften und Restaurants. Der Waxhaw Historic District ist im National Register of Historic Places eingetragen. Er umfasst sowohl Einzelhandelsgeschäfte als auch architektonisch bedeutende Häuser in der Nähe des Stadtzentrums. Ebenfalls aufgeführt ist der Pleasant Grove Camp Meeting Ground.

## Demografie
Nach der Schätzung von 2019 leben in Waxhaw 17.147 Menschen. Die Bevölkerung teilte sich im selben Jahr auf in 81,4 % Weiße, 9,8 % Afroamerikaner, 0,2 % amerikanische Ureinwohner, 3,7 % Asiaten und 3,1 % mit zwei oder mehr Ethnizitäten. Hispanics oder Latinos aller Ethnien machten 6,8 % der Bevölkerung aus. Das mittlere Haushaltseinkommen lag bei 111.642 US-Dollar und die Armutsquote bei 3,3 %.